# 리치 더 키드
리치 더 키드(Rich the Kid, 1992년 7월 13일 ~ )는 미국의 래퍼, 작곡가이다.

## 음반 목록
- The World Is Yours (2018)
- The World Is Yours 2 (2019)